# Greetje Galliard

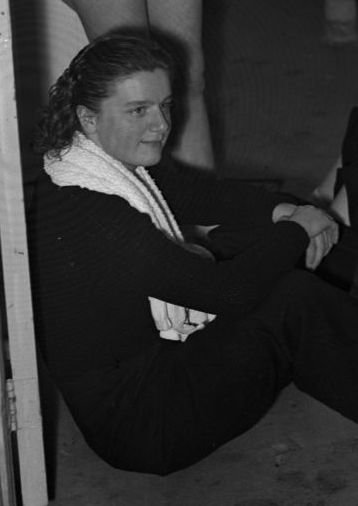
Margaretha Cornelia Gaillard o Greetje Gaillard nadadora neerlandesa en el vestuario del Sportfondsenbad-West, Pieter van der Doesstraat, Amsterdam, 20 de marzo de 1949

Margaretha Cornelia Gaillard (conocida como Greetje Galliard; Ámsterdam, 25 de noviembre de 1926-Rijswijk, 22 de octubre de 2019) fue una deportista neerlandesa que compitió en natación. Ganó una medalla de bronce en el Campeonato Europeo de Natación de 1950, en la prueba de 100 m espalda.

## Palmarés internacional
| Campeonato Europeo | Campeonato Europeo | Campeonato Europeo | Campeonato Europeo |
| Año                | Lugar              | Medalla            | Prueba             |
| ------------------ | ------------------ | ------------------ | ------------------ |
| 1950               | Viena (Austria)    | Medalla de bronce  | 100 m espalda      |